# Пайва, Ренато
Ренато Мануэл Алвеш Пайва (род. 22 марта 1970, Педроган-Пекену) — португальский футбольный тренер.

## Карьера тренера
Родился в Педроган-Пекено, Сертан, Каштелу-Бранку, Пайва присоединился к молодёжной команде «Бенфики» в 2004 году, чтобы работать в отделе развития клуба, одновременно работая помощником менеджера юношеской команды «Бенфика». Его первый управленческий опыт произошел в 2006 году, после того как его назначили ответственным за юношескую команду до 14 лет.
Впоследствии Пайва продолжал работать в структуре «Бенфики», на протяжении многих лет возглавляя команды игроков до 16, до 17 и до 19 лет. В январе 2019 года, после назначения Бруну Лажи менеджером первой команды, он был назначен менеджером резервистов в LigaPro. Его первый профессиональный матч за клуб состоялся 16-го числа, когда он одержал победу со счётом 4:0 над «Академику де Визеу».
25 декабря 2020 года, всего через несколько часов после ухода из «Бенфики», Пайва был объявлен тренером эквадорской команды Серии А «Индепендьенте дель Валье» вместо другого европейского тренера Мигеля Анхеля Рамиреса. Несмотря на поражение на групповом этапе Кубка Либертадорес 2021 года и в 1/8 финала Южноамериканского кубка 2021 года, он привёл клуб к титулу чемпиона страны в декабре 2021 года, победив «Эмелек» с общим счётом 4-2.
25 мая 2022 года было объявлено, что Пайва покинет «Индепендьенте дель Валье», чтобы возглавить мексиканскую команду «Леон». Но уже 28 ноября этого же года он подал в отставку.
6 декабря 2022 года Пайва был объявлен новым главным тренером бразильского клуба «Баия» на сезон 2023 года. Он выиграл 2023 Campeonato Baiano с клубом, но позже был уволен 6 сентября 2023 года.
В декабре 2023 года Пайва стал главным тренером мексиканского клуба «Толука», подписав двухлетний контракт. 4 декабря 2024 года «Толука» прекратила сотрудничество с Пайвой после двух поражений подряд в плей-офф.
28 февраля 2025 Ренато Пайва стал тренером бразильского футбольного клуба «Ботафого».

## Тренерская статистика
| Команда                  | Национальность | Начало мененджерства | Конец мененджерства | Рекорд | Рекорд | Рекорд | Рекорд | Рекорд | Рекорд | Рекорд | Рекорд        | Ref |
| Команда                  | Национальность | Начало мененджерства | Конец мененджерства | И      | В      | Н      | П      | РГ     | ЗГ     | ПГ     | Процент побед | Ref |
| ------------------------ | -------------- | -------------------- | ------------------- | ------ | ------ | ------ | ------ | ------ | ------ | ------ | ------------- | --- |
| Бенфика Б                | Португалия     | 16 января 2019       | 25 декабря 2020     | 55     | 18     | 11     | 26     | 78     | 84     | −6     | 032,73        |     |
| Индепендьенте дель Валье | Эквадор        | 25 декабря 2020      | 30 мая 2022         | 65     | 33     | 16     | 16     | 106    | 69     | +37    | 050,77        |     |
| Леон                     | Мексика        | 30 мая 2022          | 28 ноября 2022      | 18     | 6      | 4      | 8      | 25     | 30     | −5     | 033,33        |     |
| Баия                     | Бразилия       | 6 декабря 2022       | 6 сентября 2023     | 50     | 20     | 15     | 15     | 66     | 57     | +9     | 040,00        |     |
| Толука                   | Мексика        | 1 января 2024        | н.в                 | 21     | 10     | 6      | 5      | 42     | 28     | +14    | 047,62        |     |
| Career total             | Career total   | Career total         | Career total        | 209    | 87     | 52     | 70     | 317    | 268    | +49    | 041,63        | —   |